# الدوري الإيراني الدرجة الثانية 2013–14
الدوري الإيراني الدرجة الثانية 2013–14 هو موسم من الدوري الإيراني الدرجة الثانية. فاز فيه نادي شهرداري أردبيل.